# 李謙溥
李谦溥（915年—976年），字德明，并州盂县（今山西省盂县）人，五代後唐至北宋时期将领。
他是李蕘之子，年轻时通晓《春秋左氏传》。跟随石敬瑭入開封，任殿直，奉命出使契丹国。石重貴即位，转任西頭供奉官。後漢建国，升为東頭。後周广順元年（951年），担任供備庫副使。周世宗攻击北漢，北漢遼州刺史張乙堅守，城未克，李谦溥单騎劝说張乙，張乙献城归降。李谦溥功升任为閑厩使。世宗凱旋，李谦溥留任前線担任晋州兵馬都监。率軍侵入北漢，多次获得勝利。受世宗褒賞。
显德四年（957年），隰州刺史孫義去世，当时，世宗親征南唐，李谦溥对楊廷璋警告说：「隰州要地，不可缺守。」楊廷璋于是让謙溥李谦溥代行隰州事務。李谦溥到达隰州，命軍戒严。八天後北漢数千騎来攻。李谦溥募決死之士一百人，夜間出城，与楊廷璋合軍。攻打围城的北漢軍，北漢軍大乱敗走。李谦溥北追数十里，斬首一千级。显德五年（958年）五月，攻克孝義，以功兼衢州刺史，监軍如故。显德六年（959年），跟随世宗北征。周恭帝即位，担任澶州巡检使。受命在莫州築城，数十日完成。转任丹州刺史。
北宋建隆四年（963年）担任磁州刺史兼晋隰缘边都巡检。行石州事，以興同寨作为治所。趙匡胤命大軍分四路攻击北漢，孫延進、沈继深、王睿率軍出陰地，以李谦溥为先鋒，会师霍邑。李谦溥進言進攻之策，孫延進没有采用。宋軍撤退至谷口。李谦溥進言应该防备北漢的追击，諸将也没有回应，李谦溥動員自己的部下防备。北漢騎兵前来追击，孫延進敗走谷中，李谦溥独自率军抵御追击，宋朝諸将撤退，李谦溥转为隰州刺史。
開宝元年（968年），李继勋攻打北漢，李谦溥担任汾州都監。趙匡胤亲征北漢，李谦溥担任東寨都監。党進派遣李谦溥到西山伐採材木以备軍用。还未到达，就发现北漢軍攻击西寨，李谦溥带领所部救援西寨。
李谦溥招收劉進，以勇者任用，他以少数兵击败多数之敵。北漢憎恨劉進，用反間计策。趙匡胤召劉進詰問，要处死他。李谦溥上奏为劉進辩护，趙匡胤醒悟后，释放劉進，賜与賞物。
開宝三年（970年）李谦溥担任济州团练使。後再任晋隰缘边巡检使。開宝六年（973年）率兵攻击北漢，攻克七砦。開宝八年（975年）因病回到開封。愿辞官养老，赵匡胤不許。開宝九年（976年）春，去世，享年六十二岁。其子李允則、李允正，李允則官至寧州防禦使。